# Fingal's Cave
Fingal's Cave er en havgrotte på den ubeboede ø Staffa, der er blandt de Indre Hebrider i Skotland. Den er kendt for sin naturlige akustik. National Trust for Scotland ejer den som en del af et naturreservat.
Grotten blev kendt i den engelsk-talende del af verden efter naturhistorikeren Sir Joseph Banks beskrev den i 1772.
Den blev kendt som Fingal's Cave efter helten af samme navn i et epos af den skotske digter-historiker James Macpherson fra 1700-tallet.